# Авлошенко, Сергей Иванович
Серге́й Ива́нович Авло́шенко (13 августа 1908, Рига — 24 августа 1985, Саратов) — советский оператор и режиссёр документального кино, фронтовой кинооператор в годы Великой Отечественной войны.

## Биография
Окончил кинофотоотделение Саратовского театрального техникума по специальности «актёр экрана» в 1926 году и с мая того же года работал на кинофабрике «Пролеткино» в Саратове. В качестве помощника оператора принимал участие в съёмках фильмов «Зелёный шум» / «Паромщик» / «Будни» и «Тревога» / «Катастрофа» (оба в 1927 году). 
С декабря 1927 года — оператор на Нижне-Волжском отделении кинофабрики «Совкино». Влияние на начинающего оператора оказал приехавший в Саратов снимать немцев Поволжья лениградец Василий Беляев.
В 1930 году — оператор на Уральской базе «Союзкино» в Свердловске. В конце года призван в Красную армию.
После демобилизации с ноября 1931 года — оператор в Уральском отделении «Союзкинохроники». С марта 1933 года до декабря 1934 года — на Алма-Атинской базе «Союзкинохроники» (Алма-Атинская студия хроникально-документальных фильмов — с 1934 года). С декабря 1934 года — на Нижне-Волжской студии кинохроники, с мая 1938 года на Свердловской студии хроникально-документальных фильмов и с ноября 1939 года — на Куйбышевской студии кинохроники. Им сняты закладка Магнитки, Сталинградского и Челябинского тракторных заводов, строительство Уралмаша и Тагилстроя, медных рудников Карабаша и соляных Березняков.
С началом войны в июле 1941 добровольцем ушёл на фронт, служил фотолаборантом и топографом 21-й армии. Когда выяснилось, что по профессии оператор, был срочно отозван в Куйбышев и с января 1942 года работал в киногруппе Калининского фронта уже от Центральной студии кинохроники. Снимал также на Западном фронте. Был свидетелем Операции по выводу из окружения 2-й ударной армии на Волховском фронте, оказался в числе вышедших из котла.
Город Зубцов показан безлюдным, пустым. Не найдено никаких интересных следов, рисующих судьбу города и населения в период оккупации и после его освобождения. Съёмка в целом говорит о том, что оператор Авлошенко растерялся перед лицом больших интересных событий.
Среди снятых им сюжетов: «Боевая работа сапёров», «Бои за Р.», «Вручение Знамени», «Город Зубцов», «Колхозники помогают фронту», «Награждение истребителей», «Прямой наводкой», «Сбор трофейного лома», «Собаки — истребители танков», однако не все получили положительную оценку. В заключении Главкинохроники по некоторым сюжетам были высказаны замечания об отсутствии должной оперативности съёмок (хотя и по вине руководства киногруппы), по большому расходу плёнки, наигранности снятых кадров.
В фондах РГАЛИ хранится докладная записка начальника Главкинохроники Ф. М. Васильченко от 24 декабря 1942 года об отчислении из фронтовой киногруппы оператора С. И. Авлошенко: 
…за 8 месяцев он снял всего 11 сюжетов (часть из них совместно с другим оператором), из которых только один вошёл в СКЖ. Ни одного боевого эпизода тов. Авлошенко не заснял. Получив возможность работать на фронте по специальности, тов. Авлошенко не проявил должной инициативы, не стремился к освоению фронтового кинорепортажа и овладению формами фронтовой хроники.— Начальник Главка кинохроники Васильченко, РГАЛИ. Ф. 2451. Оп. 1. Д. 70. Л. 1.
В январе 1943 года приказом Комитета по делам кинематографии при СНК СССР отчислен из фронтовой хроники «за уклонение от подлинно боевых съёмок и увлечение инсценировками». Вернувшись на Куйбышевскую студию кинохроники, некоторое время провёл на поселении Полярного Урала без права выезда.  
В период с ноября 1943 года по сентябрь 1944 года был сотрудником фотохроники ТАСС. В 1946 году по ходатайству директора Фрунзенской студии кинохроники, своего однокурсника по Саратовскому театральному техникуму Георгия Николаева, переехал работать в Киргизскую ССР.
В 1956—1958 годах — оператор на Алма-Атинской киностудии художественных и хроникальных фильмов. С 1958 по 1972 год вновь на Нижне-Волжской студии кинохроники, в 1960—1968 годах работал на Тамбовском корпункте и был её начальником.
Автор более 1000 сюжетов для кинопериодики «Гвардейцы транспорта», «Нижнее Поволжье», «Новости дня», «Поволжье», «Советская Киргизия», «Средняя Волга», «Союзкиножурнал».
Член Союза кинематографистов СССР (Поволжское отделение СК СССР) с 1960 года.
Скончался 24 августа 1985 года в Саратове.

### Семья
- жена — Нина Федоровна Жданова (1915—2002), начальник монтажного цеха ЦСДФ[2];
- сын — Вадим Сергеевич Авлошенко (1940—2014), оператор игрового кино[2];
- внук — Максим Вадимович Авлошенко (род. 1969), оператор кино и телевидения[2][25].

## Фильмография
Оператор
- 1927 — Производство сарпинки
- 1928 — Как ходить на улице
- 1929 — На борьбу с неграмотностью (совместно с И. Беляковым)
- 1929 — Фабрика зерна
- 1930 — Краснореченский совхоз
- 1932 — Уголь Кизела
- 1932 — Этап решающих побед
- 1934 — Конец кочевью
- 1935 — Бой тюленей в Каспийском море
- 1936 — Молодая республика
- 1937 — Борьба с засухой
- 1939 — Магнитогорск — Кузбасс
- 1940 — На Волге / Голубая магистраль / Гигант на Волхове (в соавторстве)
- 1943 — На боевом посту[26]
- 1943 — Урал куёт Победу / Арсенал страны (совместно с О. Рейзман, Н. Степановым, Н. Блажковым, П. Ногиным, Г. Родниченко, А. Суховым)
- 1944 — Возрождённый завод (совместно с Л. Куяновым)
- 1944 — Гвардейцы транспорта
- 1944 — Поток
- 1945 — Возрождение Сталинграда (совместно с А. Хавчиным, В. Доброницким, В. Цитроном, В. Косициным)
- 1946 — Гордость страны (совместно с Н. Степановым)
- 1946 — Советская Киргизия (в соавторстве)
- 1947 — Великий всенародный праздник (в соавторстве)
- 1947 — День победившей страны (в соавторстве)
- 1947 — Долина сахара (спецвыпуск)
- 1953 — Пик Дружбы (совместно с И. Гутманом)[27]
- 1954 — Курорты в горах Тянь-Шаня
- 1955 — Джаны Джалдыз
- 1956 — Утро Кентау
- 1958 — Тамбов на карте
- 1958 — У нас в Арженке
- 1959 — Хозяйка
- 1960 — Полвека в саду[28]
- 1961 — Братья Володины
- 1969 — Мы — киноактёры
- 1969 — Наш друг— голубой экран
- 1972 — Мы с Кубы

Режиссёр
- 1929 — Фабрика зерна
- 1940 — На Волге / Голубая магистраль / Гигант на Волхове (совместно с О. Покорским)
- 1946 — Гордость страны (совместно с Н. Степановым)
- 1947 — Долина сахара
- 1954 — Курорты в горах Тянь-Шаня
- 1958 — Тамбов на карте
- 1958 — У нас в Арженке
- 1969 — Наш друг— голубой экран
- 1972 — Мы с Кубы

## Награды и звания
- орден Отечественной войны II степени (1943)[1];
- медаль «За победу над Германией в Великой Отечественной войне 1941—1945 гг.» (1945)[29];
- медали СССР[1].

## Комментарии
1. ↑  Именно в Куйбышев осенью 1941 года из Москвы была эвакуирована бо́льшая часть Центральной студии кинохроники[7].
2. ↑  Вынеся камеру «Аймо» и плёнку, кадры из окружения в дальнейшем оказались изъяты военной цензурой[8].
3. ↑  В 1942 году в Главкинохронике не раз обсуждалась допустимость постановочных съёмок[10], и в частности на совещании начальников фронтовых киногрупп 12—13 мая[14]:

«Кухня» остаётся у нас.<…> …если в процессе съёмок нужно что-то доснять, то ничего в этом страшного нет — и это делать надо. Нужно помнить, что основное — это сила впечатления.
— Михаил Слуцкий, режиссёр Центральной студии кинохроники[15]

Операторы должны стремиться хотя бы небольшой какой-то кусочек снять в подлинной боевой обстановке, но кусок основной, как здесь говорят, гвоздь [сюжета], а потом к нему доснять — и тогда будет правдиво.
— Роман Кармен, начальник киногруппы Северо-Западного фронта[16]

Сила документального кино и сила хроники — в их правдивости. Поэтому, не вступая в полемику по вопросу об инсценировках, я считаю, что лучше было бы этот вопрос вообще не поднимать сейчас в той плоскости, в которую его перенёс Слуцкий.
— Илья Копалин, режиссёр Центральной студии кинохроники[17]
В итоге 8 ноября 1942 года вышла директива Главкинохроники, запрещавшая грубые инсценировки[18]
4. ↑  Из записки также следует, что Авлошенко сам инициировал освобождении от работы на фронте по ряду личных обстоятельств[19].
5. ↑  Прозаик и историк кино Владимир Лидский считает, что своим приглашением во Фрунзе Георгий Николаев вызволил Авлошенко из ссылки[22].